# اوا دنوس
اِوا دُنوس (مجاری: Dónusz Éva؛ زادهٔ ۲۹ سپتامبر ۱۹۶۷) قایقران کانو اهل مجارستان است.